# Новоіванівка (Генічеський район)
Новоіва́нівка (крим. Beş Oba, колишня назва — Бишоба) — село в Україні, у Генічеській міській громаді Генічеського району Херсонської області, центр сільської ради. Розташоване за 52 км на північ від районного центру і за 14 км від залізничної станції Сокологірне на лінії Мелітополь—Джанкой. Населення становить 324 особи.
Село тимчасово окуповане російськими військами 24 лютого 2022 року.

## Історія
Хутір Бишоба на місці села вперше згадується в 1865 році.
Під час організованого радянською владою Голодомору 1932—1933 років померло щонайменше 53 жителі села.
Під час німецько-радянської війни 86 жителів села воювали проти німецьких військ, з низ 42 чоловіка нагороджені орденами і медалями СРСР. На вшанування пам'яті 46 воїнів-земляків, що загинули, у селі споруджено пам'ятник.
На початку 1970-х років в селі було 79 дворів і мешкало 257 осіб. Працював колгосп імені Калініна, за яким було закріплено 3,7 тисяч га сільськогосподарських угідь, у тому числі 3,6 тисяч га орної землі (з них 307 га зрошуваної). Головними напрямами діяльності господарства були вирощування зернових культур та м'ясо-молочне тваринництво. З допоміжних підприємств працювали вальцьовий млин, олійниця. Також на той час працювали восьмирічна школа (194 учня і 15 вчителів), будинок культури, фельдшерсько-акушерський пункт, дитячий садок, відділення зв'язку.
12 червня 2020 року, відповідно до Розпорядження Кабінету Міністрів України № 726-р «Про визначення адміністративних центрів та затвердження територій територіальних громад Херсонської області», увійшло до складу Генічеської міської громади.
17 липня 2020 року, в результаті адміністративно-територіальної реформи та ліквідації  колишнього Генічеського району увійшло до складу новоутвореного Генічеського району.

## Населення
Згідно з переписом УРСР 1989 року чисельність наявного населення села становила 335 осіб, з яких 163 чоловіки та 172 жінки.
За переписом населення України 2001 року в селі мешкали 324 особи.

### Мова
Розподіл населення за рідною мовою за даними перепису 2001 року:
| Мова              | Відсоток |
| ----------------- | -------- |
| українська        | 90,74 %  |
| російська         | 7,10 %   |
| молдовська        | 0,93 %   |
| білоруська        | 0,31 %   |
| кримськотатарська | 0,31 %   |
| інші              | 0,61 %   |